# Лемаев, Михаил Павлович
Михаи́л Па́влович Лема́ев (род. 23 ноября 1986) — российский легкоатлет, специалист по бегу на длинные дистанции и марафону. Выступал на профессиональном уровне в 2008—2011 годах, член сборной России, призёр первенств всероссийского значения, участник чемпионата мира в Берлине. Представлял Мордовию. Мастер спорта России.

## Биография
Михаил Лемаев родился 23 ноября 1986 года.
Занимался лёгкой атлетикой под руководством тренеров В. В. Начаркиной, К. Н. Начаркина, В. М. Чёгина, А. Денисова.
Первого серьёзного успеха на всероссийском уровне добился в сезоне 2008 года, когда с результатом 2:14:53 выиграл серебряную медаль на чемпионате России по марафону в Саранске. Позднее также получил серебро на чемпионате России по полумарафону в Новосибирске. Попав в состав российской национальной сборной, выступил на чемпионате мира по полумарафону в Рио-де-Жанейро, где занял итоговое 33-е место.
В 2009 году с личным рекордом 2:10:41 занял 15-е место на Парижском марафоне. Благодаря этому успешному выступлению удостоился права защищать честь страны на чемпионате мира в Берлине — здесь в программе марафона показал результат 2:21:47, расположившись в итоговом протоколе соревнований на 45-й строке.
В 2010 году стартовал на Парижском и Берлинском марафонах, бежал 5000 метров на чемпионате России в Саранске, стал бронзовым призёром на чемпионате России по бегу на 10 000 метров, прошедшем в рамках Мемориала братьев Знаменских в Жуковском.
В декабре 2011 года отметился выступлением на Международном марафоне в Макао.
3 февраля 2013 года решением Антидопинговой комиссии Всероссийской федерации лёгкой атлетики дисквалифицирован сроком на 2 года в связи с отклонениями показаний крови в биологическом паспорте. В соответствии с антидопинговыми правилами ИААФ, все результаты спортсмена, показанные после 20 августа 2009 года, были аннулированы.